# Millionær
En millionær er en person, hvis nettoformue eller rigdom er lig med eller overstiger en million enheder af en valuta: Afhængig af valutaen er der for nogle et vist niveau af prestige forbundet med at være millionær. En milliardær en person, der har mindst 1000 gange mere end en million, det vil sige en milliard danske kroner, dollar, euro eller anden valuta.
Mange nationale valutaenheder har eller har haft en lav værdi, mange gange på grund af inflation. Det er åbenlyst meget nemmere og langt mindre signifikant at være millionær i disse valutaer, og en millionær i lokal valuta i eksempelvis Hong Kong eller Taiwan kan således blot være almindelig velhavende, mens en millionær i zimbabwiske dollar kan have været ekstremt fattig. Den amerikansk dollar bliver ofte brugt som en standard til at sammenligne rigdom over hele verden. En person med en formue over 1 mio. USD kaldes på dansk en dollarmillionær.
I nogle sammenhænge kaldes personer med en formue på over 1 mio. USD i likvide midler for High Net Worth Individuals (HNWI).
I december 2021 var det estimeret at der var lige over 15 mio. dollarmillionærer i verden ifølge Global Citizens Report udgivet af Henley & Partners. USA havde det højeste antal dollarmillionærer med omkring 5.547.000, og New York City var byen med flest millionærer.

## Byer med flest dollarmillionærer
Nedenfor er listet de 10 byer på verdensplan, som havde flest dollarmillionærer pr. december 2018, ifølge 2019 World Ultra Wealth Report udgivet af Wealth-X.
| Rang | By             | Antal dollarmillionærer (2018) |
| ---- | -------------- | ------------------------------ |
| 1    | New York City  | 978.810                        |
| 2    | Tokyo          | 593.025                        |
| 3    | Los Angeles    | 576.255                        |
| 4    | Hong Kong      | 391.595                        |
| 5    | London         | 372.270                        |
| 6    | Chicago        | 353.775                        |
| 7    | Paris          | 345.175                        |
| 8    | San Francisco  | 314.055                        |
| 9    | Washington, DC | 301.495                        |
| 10   | Dallas         | 298.220                        |

## Byer med højeste koncentration af dollarmillionærer
| Rang | By        | Andel af byens befolkning som er dollarmillionærer (2018) |
| ---- | --------- | --------------------------------------------------------- |
| 1    | Monaco    | 31,1%                                                     |
| 2    | Zürich    | 24,3%                                                     |
| 3    | Geneve    | 17,7%                                                     |
| 4    | Paris     | 4,2%                                                      |
| 5    | London    | 3,4%                                                      |
| 6    | Oslo      | 2,9%                                                      |
| 7    | Frankfurt | 2,7%                                                      |
| 8    | Amsterdam | 2,7%                                                      |
| 9    | Firenze   | 2,5%                                                      |
| 10   | Rom       | 2,4%                                                      |